# Архангељска митрополија
Архангељска митрополија (рус. Архангельская митрополия) митрополија је Руске православне цркве.
Образована је одлуком Светог синода од 28. децембра 2011, а налази се у оквиру граница Архангељске области. У њеном саставу се налазе четири епархије: Архангељска, Котласка, Нарјан-Марска и Плесецка.